# Остров сокровищ (фильм, 1971)
«Остров сокровищ» — советский художественный фильм, экранизация одноимённого романа Р. Л. Стивенсона, вторая из трёх советских экранизаций этого романа.

## Сюжет
Однажды в руки смелого юного Джима Гокинса, мечтающего о романтических захватывающих приключениях, попадает старинная морская карта. Она открывает путь к кладу легендарного пирата — капитана Флинта. Сокровища зарыты на островке, затерянном в океане. Вместе с доктором Ливси, сквайром Трелони и капитаном Смоллеттом на шхуне «Эспаньола» Джим, ставший юнгой, отправляется в опасное плавание, но случилось так, что на этом же судне в плавание отправились и пираты — бывшие члены команды капитана Флинта. Кок Джон Сильвер организует заговор на корабле, и команде храброго капитана Смоллетта приходится сражаться с бунтовщиками. Смоллетт, Трелони и Ливси занимают оборону на острове, в старом форте капитана Флинта. Сильвер атакует форт, но штурм проваливается. Слуги сквайра, Джойс и Хантер, погибают, а капитан Смоллетт получает ранение. Джим Гокинс сбегает из форта и уводит «Эспаньолу» на Северную стоянку. Джим убивает боцмана Хэндса, который пытался убить юнгу, но по роковому стечению обстоятельств сам попадает в плен к пиратам; они, взяв его с собой, отправляются на поиски клада. Вскоре они попадают в засаду, двое пиратов погибают, трое спасаются бегством. Отряд Смоллетта разыскивает сокровища и благополучно возвращается в Бристоль.

## В главных ролях
- Борис Андреев — «Долговязый» Джон Сильвер, судовой кок и капитан пиратов
- Ааре Лаанеметс — Джим Гокинс, юнга (озвучил Алексей Борзунов)
- Лаймонас Норейка — доктор Дэвид Ливси (озвучил Эдуард Изотов)
- Альгимантас Масюлис — сквайр Джон Трелони (озвучил Виктор Рождественский)
- Юозас Урмонавичус — капитан Смоллетт (озвучил Владимир Дружников)
- Игорь Класс — Бен Ганн, бывший пират, островитянин (озвучил Сергей Курилов)

## В ролях
- Александр Алёшин — Джон Хантер, слуга сквайра Трелони
- Харий Авенс — Том Морган, пират
- Казимирас Виткус — Билли Бонс, пират-штурман (озвучил Анатолий Соловьёв)
- Владимир Грамматиков — Ричард Джойс, слуга сквайра Трелони
- Антанас Пикялис — Израэль Хэндс, пират-боцман (озвучил Иван Рыжов)
- Юрис Плявиньш —  Абрахам Грей, плотник
- Роберт Росс — Том Редрут, слуга сквайра Трелони
- Валентин Рудович — Джоб Эндерсон, пират
- Михаил Селютин — Дик Джонсон, матрос
- Николай Силис — Том, моряк
- Витаутас Томкус — Джордж Мерри, пират (озвучил Леонид Марков)
- Андрей Файт — Слепой Пью, пират (озвучил Михаил Глузский)
- Людмила Шагалова — миссис Гокинс, хозяйка трактира «Адмирал Бенбоу»
- Валерий Лысенков — пират (нет в титрах)

## Съёмочная группа
- Авторы сценария:
  - Эдгар Дубровский
  - Евгений Фридман
- Режиссёр: Евгений Фридман
- Оператор: Валерий Базылев
- Художник: Константин Загорский
- Композитор: Алексей Рыбников
- Текст песен: Юлий Михайлов, он же Юлий Ким
- Дирижёр: Эмин Хачатурян

## Съёмки
Для фильма при участии инженера-конструктора Ялтинской киностудии В. П. Павлотоса была перестроена рыболовецкая парусно-дизельная шхуна «Клим Ворошилов» в бригантину «Испаньола». Судно позднее задействовали в картинах «Русалочьи отмели» и «Жизнь и удивительные приключения Робинзона Крузо» (1972 год, режиссёр Станислав Говорухин). Корабль установлен на набережной Ялты как ресторан, сейчас это один из символов курорта.

## Музыка
Композитор: Алексей Рыбников. 
 
Текст песни: Юлий Ким. 

Государственный симфонический оркестр кинематографии СССР. 

Дирижёр — Эмин Хачатурян.
Пластинка 7" («Мелодия» 33Д—00034413-14 (моно, 1971 год)):
- Пляска пиратов
- Испаньола
- Джойс и акула
- Баллада о бедном Томе (Ах, бедный мой Томми), поёт Рафаэль Аюпов
- Белые паруса в море

CD (2004, Not on Label, AR002—AR006):
- Сокровища Флинта [3:23]
- Белые паруса [2:03]
- Старая карта [0:50]
- Малютка Дженни [2:27]
- Охота на акул [1:22]
- Ах, бедный мой Томми [3:51] (исп. Рафик Аюпов)
- «Испаньола» в море [2:12]
- Баллада [1:49]